# Xosophara marleyi
Xosophara marleyi är en insektsart som beskrevs av William Lucas Distant 1908. Xosophara marleyi ingår i släktet Xosophara och familjen lyktstritar. Inga underarter finns listade i Catalogue of Life.